# Dom Syjonu
Dom Syjonu – wieżowiec w osiedlu Lev Halr w mieście Tel Awiw, w Izraelu.
Budynek został zaprojektowany w latach 80. XX wieku przez architektów Abrahama Yaski i Jossi Sivana jako pierwszy drapacz chmur przy bulwarze Rothschilda. Budowę ukończono w 1994.

## Dane techniczne
Budynek ma 18 kondygnacji i wysokość 83 metrów.
Wieżowiec wybudowano w stylu postmodernistycznym. Wzniesiono go z materiałów kompozytowych. Elewacja jest wykonana ze szkła.
Wieżowiec bezpośrednio przylega do Giełdy Papierów Wartościowych w Tel Awiwie.

## Wykorzystanie budynku
Budynek jest wykorzystywany jako biurowiec, w którym między innymi mieści się firma ubezpieczeniowa "Zion". Dysponuje podziemnym parkingiem na 350 samochodów.